# Tonoas Municipality
Tonoas Municipality är en kommun i Mikronesiska federationen.   Den ligger i delstaten Chuuk, i den västra delen av landet, 700 km väster om huvudstaden Palikir. Antalet invånare är 3 910. Arean är 8,8 kvadratkilometer.
Terrängen i Tonoas Municipality är platt österut, men åt sydväst är den kuperad.